# Campeonato Sudamericano de Natación de 1960
El Campeonato Sudamericano de Natación de 1960 fue la vigésimo quinta edición del torneo, se celebró en Cali, Colombia en febrero de ese año.

## Resultados

### Masculino
| Prueba               | Ganador                                                                          |
| -------------------- | -------------------------------------------------------------------------------- |
| 200 m. libre         | Carlos Fiorito 2:16.0 RC                                                         |
| 100 m. espalda       | Pedro Diz 1:07.5 =RC                                                             |
| 200 m. espalda       | Pedro Diz 2:27.5 RC RS                                                           |
| 200 m. pecho         | Juan Carlos Marinelli 2:49.6                                                     |
| 100 m. mariposa      | Luis Nicolao 1:03.5 RC                                                           |
| 200 m. mariposa      | Fernando Fanjul 2:26.1                                                           |
| 4 x 100 m. combinado | Argentina Pedro Diz Juan Carlos Marinelli Luis Nicolao Mario Guerci 4:27.2 RC RS |

### Mujeres
| Prueba          | Ganador                        |
| --------------- | ------------------------------ |
| 200 m. espalda  | Elsa Bartoletti 2:49.7         |
| 100 m. pecho    | Susana Peper 1:28.4 RN RC RS   |
| 100 m. mariposa | Silvia Hofmeister 1:20.1 RC RS |

### Waterpolo
| Torneo    | Ganador   |
| --------- | --------- |
| Masculino | Argentina |